# Osmar Ferreira Junior
Osmar Ferreira Júnior ili Osmar (Rio de Janeiro, 21. ožujka 1987.) je brazilski nogometaš. 
Igra na poziciji napadača. Igrao je u zagrebačkom Dinamu, a doveden je iz Fluminensea u srpnju 2007. godine. Nakon potpisivanja ugovora posuđen je Interu iz Zaprešića. Nakon NK Intera, Osmar se vraća u rodni Brazil. 